# Broadside (gruppo musicale)
I Broadside sono un gruppo musicale pop punk statunitense, formatosi a Richmond nel 2010. Sono sotto contratto con SharpTone Records e hanno pubblicato quattroalbum in studio.

## Formazione

### Formazione attuale
- Ollie Baxxter – voce (2013-presente)
- Pat Diaz – basso (2015-presente)
- Domenic Reid – chitarra (2017-presente)

### Ex componenti
- Bryant Leary – voce (2010-2013)
- Jade Estrella – chitarra (2010-2013)
- Josh Glupker – basso(2010-2015)
- Andrew Dunton – batteria (2010-2016)
- John Painter – chitarra (2012)
- Niles Gibbs – chitarra (2013-2017)
- Dorian Cooke – chitarra, voce (2015-2019)
- Jeff Nichols – batteria (2016-2022)

## Discografia

### Album in studio
- 2015 – Old Bones
- 2017 – Paradise
- 2020 – Into the Raging Sea
- 2023 – Hotel Bleu

### Demo
- 2011 – Far From Home

### Apparizioni in compilation
- 2018 – 2018 Warped Tour Compilation, con Paradise